# Audubon (Minnesota)
Audubon és una població dels Estats Units a l'estat de Minnesota. Segons el cens del 2000 tenia 445 habitants.

## Demografia
Segons el cens del 2000, Audubon tenia 445 habitants, 175 habitatges, i 119 famílies. La densitat de població era de 296,2 habitants per km².
Dels 175 habitatges en un 40,6% hi vivien nens de menys de 18 anys, en un 48,6% hi vivien parelles casades, en un 12,6% dones solteres, i en un 32% no eren unitats familiars. En el 26,9% dels habitatges hi vivien persones soles el 12% de les quals corresponia a persones de 65 anys o més que vivien soles. El nombre mitjà de persones vivint en cada habitatge era de 2,54 i el nombre mitjà de persones que vivien en cada família era de 3,08.
Per edats la població es repartia de la següent manera: un 30,3% tenia menys de 18 anys, un 10,3% entre 18 i 24, un 26,5% entre 25 i 44, un 20,2% de 45 a 60 i un 12,6% 65 anys o més.
L'edat mediana era de 31 anys. Per cada 100 dones de 18 o més anys hi havia 97,5 homes.
La renda mediana per habitatge era de 35.729 $ i la renda mediana per família de 40.250 $. Els homes tenien una renda mediana de 28.500 $ mentre que les dones 18.000 $. La renda per capita de la població era de 13.435 $. Entorn del 16,8% de les famílies i el 18,2% de la població estaven per davall del llindar de pobresa.

## Poblacions més properes
El següent diagrama mostra les poblacions més properes.